# Wirot Nutaphand
Wirot Nutaphand (thailändisch วิโรจน์ นุต พันธุ์; in der Literatur sind auch die Transliterationsvarianten Nootpand, Nutphand und Nutphund zu finden; * 5. November 1932; † 5. Juni 2005) war ein thailändischer Militärangehöriger und Biologe, der sich auf Herpetologie (= Lehre und Kunde von den Amphibien und Reptilien) spezialisiert hatte. Er gilt als erster gebürtiger Thailänder, der in diesem Fachgebiet forschte und publizierte.

## Leben
Nutaphand erwarb zunächst einen Abschluss in Bildender Kunst an der Silpakorn-Universität und anschließend einen in Medizinjournalismus und audiovisueller Kunst an der Mahidol-Universität. Dort betrieb er auch postgraduale Studien in Anatomie und Histologie.
Hauptberuflich arbeitete Nutaphand als Oberst der thailändischen Luftstreitkräfte. Nebenher forschte er allerdings fortwährend zur Reptilienfauna Südostasiens, für die er bereits seit seiner Jugend eine große Faszination besaß. Dabei konzentrierte er sich vornehmlich auf und Schildkröten und Schlangen. Er war als Kurator im Bangkoker Pata Zoo tätig, amtierte als Vizepräsident der Thai Association of Traders in Reptiles and Amphibians (TATRA), gab mehrere Monographien heraus und publizierte zahlreiche Fachartikel, die meisten davon in thailändischer Sprache. 
Dadurch bedingt, dass er kaum aktuelle Forschungsliteratur konsultierte und der klassischen biologischen Nomenklatur wenig abgewinnen konnte, sind seine Arbeiten heutzutage nur noch von geringem wissenschaftlichen Wert. So gelten beispielsweise die meisten seiner Benennungen mittlerweile als überholt oder haben sich als Synonyme bereits beschriebener Arten herausgestellt. Lediglich seine Erstbeschreibungen und Benennungen der Nachtbaumnatternarten Graue Katzennatter (Boiga siamensis; 1971) und Gebänderte Katzennatter (Boiga saengsomi; 1985), der Hinterindischen Kurzkopf-Weichschildkröte (Chitra chitra; 1986) sowie des Engmaulfrosches Kaloula aureata (1989) haben nach wie vor Bestand. Nichtsdestotrotz erwarb sich Nutaphand große Verdienste um die Popularisierung der Herpetologie in seinem Heimatland. Insbesondere war es ihm ein Anliegen, seinen Mitbürgern – auch durch populärwissenschaftliche Arbeiten – einerseits Respekt gegenüber der heimischen Reptilienfauna zu vermitteln und andererseits die Angst in der Bevölkerung vor vermeintlich gefährlichen Tieren abzubauen.

## Dedikationsnamen
In Anerkennung seiner Leistungen um die Herpetologie Südostasiens wurden bislang drei Tierarten nach Wirot Nutaphand benannt:
- 1979: Michael J. Reimann benennt eine in Südostasien vorkommende Schildkrötenart als Testudo nutapundi und ordnet sie somit in die Gattung der Paläarktischen Landschildkröten (Testudo) ein. Mittlerweile ist die Bezeichnung veraltet und die Schildkröte gilt unter der Bezeichnung Manouria emys pharyei als Unterart der Braunen Landschildkröte (Manouria emys).
- 1981: Ludwig Trutnau benennt eine erstbeschriebene Grubenotternart als Craspedocephalus wiroti. Für die auf der malaiischen Halbinsel heimische Art hat sich der Trivialname Wirots Grubenotter etabliert.
- 2008: Aaron M. Bauer, Montri Sumontha und Olivier Pauwels benennen eine erstbeschriebene Geckoart als Gekko nutaphandi. Sie wurde bislang nur in der thailändischen Provinz Kanchanaburi nachgewiesen.

## Englischsprachige Publikationen
Monographien
- Wirot Nutaphand: The Turtles of Thailand. Siam Farm Zoological Garden, Bangkok, 1979, 222 Seiten.
- Wirot Nutaphand: Patterns of the Snakes of Thailand. Amarin Printing and Publishing, Bangkok, 2001, 319 Seiten.

Fachartikel
- Wirot Nutaphand; Merel J. Cox; Ludwig Trutnau; Hobart Muir Smith: The status of the Thai palm viper, Trimeresurus wiroti. In: Bulletin of the Maryland Herpetological Society. Band 27, Heft 3, 1991, Seiten 146–156.
- Wirot Nutaphand; Merel J. Cox; Hobart Muir Smith; David Chiszar: The Original Description, Type Specimen and Status of the Colubrid Snake Boiga saengsomi Nutphand. In: Bulletin of the Maryland Herpetological Society. Band 27, Heft 3, 1991, Seiten 157–165.
- Olivier Pauwels; Patrick David; Wirot Nutaphand; Chucheep Chimsunchart: First record of Xenochrophis punctulatus (Günther, 1858) (Serpentes: Colubridae: Natricinae) from Thailand. In: Hamadryad. Band 26, Heft 2, 2001, Seiten 259–264.